# 本田健
本田 健（ほんだ けん、1967年8月23日 - ）は、日本の著作家である。
お金、幸せ、ライフワーク等をテーマとする。代表作は『ユダヤ人大富豪の教え』。
兵庫県神戸市生まれ。

## 作品

### 著書
| 題名                                                                          | 出版日付   | 出版社                        | ISBN       |
| ----------------------------------------------------------------------------- | ---------- | ----------------------------- | ---------- |
| 幸せな小金持ちへの8つのステップ -人生の”宝探しの地図”がここにある             | 2002年4月  | ゴマブックス                  | 4901465317 |
| お金のIQ お金のEQ ― 世界の幸せな小金持ちが知っているお金の法則                | 2002年8月  | ゴマブックス                  | 4901465422 |
| ライフワークで豊かに生きる                                                    | 2002年11月 | ゴマブックス                  | 490146552X |
| 大好きなことをしてお金持ちになる ― あなたの才能をお金に変える6つのステップ    | 2003年2月  | フォレスト出版                | 489451141X |
| 幸せな小金持ちへの８つの扉                                                    | 2003年3月  | ソフトバンク パブリッシング社 | 4797323701 |
| 90日で幸せな小金持ちになるワークブック                                        | 2003年4月  | ゴマブックス                  | 4901465724 |
| ユダヤ人大富豪の教え                                                          | 2003年6月  | 大和書房                      | 4479790764 |
| 本調子 強運の持ち主になる読書道                                               | 2003年12月 | 総合法令出版                  | 4893468278 |
| 夢をかなえる お金の教え 豊かさの知恵                                          | 2004年1月  | フォレスト出版                | 4894511592 |
| 普通の人がこうして億万長者になった                                            | 2004年2月  | 講談社                        | 406212274X |
| スイス人銀行家の教え                                                          | 2004年5月  | 大和書房                      | 4479790926 |
| 図解 ユダヤ人大富豪の教え                                                     | 2004年8月  | 大和書房                      | 4479790977 |
| きっと、よくなる！                                                            | 2005年1月  | サンマーク出版                | 476319531X |
| ちょハピ！                                                                    | 2005年12月 | ゴマブックス                  | 4777102505 |
| ユダヤ人大富豪の教え 幸せな金持ちになる17の秘訣 (だいわ文庫)                  | 2006年2月  | だいわ文庫                    | 4479300082 |
| ユダヤ人大富豪の教え〈2〉さらに幸せな金持ちになる12のレッスン (だいわ文庫)    | 2006年6月  | だいわ文庫                    | 4479300309 |
| 幸せな小金持ちへの8つのステップ(文庫本)                                       | 2006年9月  | サンマーク出版                | 4763184237 |
| お金のIQ お金のEQ（文庫本）                                                   | 2006年9月  | サンマーク出版                | 4763184245 |
| ライフワークで豊かに生きる（文庫本）                                          | 2006年9月  | サンマーク出版                | 4763184253 |
| 90日で幸せな小金持ちになるワークブック                                        | 2007年11月 | ゴマ文庫                      | 477715002X |
| きっと、よくなる! 2「お金と仕事」編                                           | 2007年12月 | サンマーク出版                | 4763198025 |
| 幸せな経済自由人という生き方・ライフスタイル編                                | 2008年1月  | ゴマ文庫                      | 4777150275 |
| 普通の人がこうして億万長者になった(文庫本）                                   | 2008年4月  | 講談社                        | 406281188X |
| 幸せな経済自由人の金銭哲学 マネー編                                           | 2008年7月  | ゴマブックス                  | 4777150569 |
| ピンチをチャンスに変える51の質問                                              | 2009年7月  | 大和書房                      | 4479792643 |
| 大好きなことをしてお金持ちになる（新書）                                      | 2009年11月 | フォレスト出版                | 4894518031 |
| 強運を呼び込む51の法則                                                        | 2009年12月 | 大和書房                      | 447979283X |
| お金の話をやさしく伝える本                                                    | 2010年2月  | PHP研究所                     | 4569776876 |
| 20代にしておきたい17のこと (だいわ文庫)                                       | 2010年4月  | 大和書房                      | 4479302832 |
| 「お金」と「自由」を手に入れる! 経済自由人という生き方 (フォレスト2545新書)   | 2010年6月  | フォレスト出版                | 4894518163 |
| 図解 ユダヤ人大富豪の教え (だいわ文庫)                                        | 2010年7月  | 大和書房                      | 4479302948 |
| 30代にしておきたい17のこと (だいわ文庫)                                       | 2010年9月  | 大和書房                      | 4479303014 |
| お金と人生の真実                                                              | 2010年11月 | サンマーク出版                | 4763199889 |
| 10代にしておきたい17のこと (だいわ文庫)                                       | 2010年12月 | 大和書房                      | 4479303146 |
| きっと、よくなる！ (サンマーク文庫)                                           | 2011年1月  | サンマーク出版                | 4763184806 |
| きっと、よくなる！2 「お金と仕事」編 (サンマーク文庫)                         | 2011年1月  | サンマーク出版                | 4763184814 |
| 40代にしておきたい17のこと (だいわ文庫)                                       | 2011年4月  | 大和書房                      | 4479303340 |
| ＜愛蔵版・プレミアCD付＞20代にしておきたい17のこと                            | 2011年4月  | 大和書房                      | 447979316X |
| 幸せな小金持ちになる方法 2011年度版 (プレジデントムック プレジデントプラス)   | 2011年5月  | プレジデント社                | 4833484056 |
| ユダヤ人大富豪の教え ―ふたたびアメリカへ篇                                    | 2011年6月  | 大和書房                      | 4479793240 |
| 20代にしておきたい17のこと <恋愛編> (だいわ文庫)                              | 2011年11月 | 大和書房                      | 4479303588 |
| 50代にしておきたい17のこと (だいわ文庫)                                       | 2012年1月  | 大和書房                      | 4479303669 |
| 読むだけで心がラクになる22の言葉                                              | 2012年1月  | フォレスト出版                | 489451480X |
| 就職する前にしておきたい17のこと (だいわ文庫)                                 | 2012年4月  | 大和書房                      | 4479303782 |
| 幸せな経済自由人の60の習慣                                                    | 2012年4月  | ゴマブックス                  | 4777115704 |
| 読むだけでお金に愛される22の言葉                                              | 2012年6月  | フォレスト出版                | 4894515032 |
| あなたのお金はどこに消えた? 仕事と人生の変わらない法則 (PHP新書)              | 2012年9月  | PHP研究所                     | 4569806082 |
| 60代にしておきたい17のこと (だいわ文庫)                                       | 2012年10月 | 大和書房                      | 4479304061 |
| 図解 20代にしておきたい17のこと                                               | 2012年11月 | 大和書房                      | 4479793526 |
| 大好きなことをやって生きよう!                                                 | 2012年12月 | フォレスト出版                | 4894515466 |
| 強運を呼び込む51の法則                                                        | 2013年1月  | 大和書房                      | 4479304150 |
| 60代にしておきたい17のこと (単行本)                                           | 2013年1月  | 大和書房                      | 4479793755 |
| 運のいい人、悪い人 ―人生の幸福度を上げる方法                                  | 2013年3月  | きずな出版                    | 4907072007 |
| ユダヤ人大富豪の教えIII ~人間関係を築く8つのレッスン (だいわ文庫)             | 2013年4月  | 大和書房                      | 4479304274 |
| ピンチをチャンスに変える51の質問                                              | 2013年7月  | 大和書房                      | 4479304428 |
| 自分の才能の見つけ方                                                          | 2013年7月  | フォレスト出版                | 4894515784 |
| 才能を見つけるためにしておきたい17のこと                                      | 2013年11月 | 大和書房                      | 4479304568 |
| これから、どう生きるのか 〜人生に大切な9つのこと〜                            | 2013年12月 | 大和書房                      | 4479794239 |
| 図解 自分の才能の見つけ方                                                     | 2014年1月  | フォレスト出版                | 4894515954 |
| 金持ちゾウさん、貧乏ゾウさん 仕事と人生の変わらない法則                       | 2014年4月  | PHP研究所                     | 4569761755 |
| ワクワクすることが人生にお金をつれてくる!                                     | 2014年4月  | フォレスト出版                | 4894516128 |
| 将来、お金に困らないためにしておきたい17のこと (だいわ文庫)                   | 2014年5月  | 大和書房                      | 4479304819 |
| 作家になれる人、なれない人―自分の本を書きたいと思ったとき読む本               | 2014年6月  | きずな出版                    | 490707218X |
| (文庫)お金と人生の真実 (サンマーク文庫)                                       | 2014年6月  | サンマーク出版                | 4763160443 |
| なぜ、あの人はいつも好かれるのか (単行本)                                     | 2014年7月  | 三笠書房                      | 4837925472 |
| 子どもに教えたい「お金の知恵」 (PHP文庫)                                      | 2014年9月  | PHP研究所                     | 4569762336 |
| 図解 大好きなことが人生にお金をつれてくる!                                    | 2014年10月 | フォレスト出版                | 4894516373 |
| 理想のパートナーを見つけるためにしておきたい17のこと                          | 2014年11月 | 大和書房                      | 4479305076 |
| 人生の目的                                                                    | 2014年12月 | 大和書房                      | 4479794603 |
| 人生を変えるメンターと出会う法~自分の磨き方、高め方                           | 2015年4月  | 大和書房                      | 4479794735 |
| ずっとうまくいく人の習慣: 「チャンス」はいつも、意外なところにある (王様文庫) | 2015年5月  | 三笠書房                      | 483796754X |
| 大富豪からの手紙                                                              | 2018年3月  | ダイヤモンド社                | 4478102112 |
| 人生の師に学ぶ                                                                | 2018年5月  | 大和書房                      | 4479307028 |
| 一瞬で人生を変える お金の秘密 happy money                                     | 2019年7月  | フォレスト出版                | 4866800410 |
| 「未来を書く」ことで、どんどん夢は実現する                                    | 2019年10月 | 永岡書店                      | 4522435568 |
| 仕事消滅時代の新しい生き方                                                    | 2020年7月  | プレジデント社                | 4833451565 |
| 20代にとって大切な17のこと                                                    | 2021年2月  | きずな出版                    | 4866631341 |

### コミック
- コミック ユダヤ人大富豪の教え【1】、大和書房、2005年
- コミック ユダヤ人大富豪の教え【2】、大和書房、2005年
- コミック ユダヤ人大富豪の教え スイス編①、大和書房、2011年
- コミック ユダヤ人大富豪の教え スイス編②、大和書房、2011年

### 翻訳
- スティーヴン・K・スコット著『億万長者に弟子入りして成功する方法』、大和書房、2005年
- ハーブ エッカー著『ミリオネア・マインド 大金持ちになれる人』、三笠書房、2005年
- アンソニー ロビンズ著『「一瞬で自分を変える法」』、三笠書房、2006年
- アンソニー ロビンズ著『一瞬で「自分の夢」を実現する法』、三笠書房、2007年
- G・ジャンポルスキー著『愛とは、怖れを手ばなすこと(文庫本）』、サンマーク出版、2008年
- サミュエル スマイルズ著『スマイルズの名著「品性論」』、三笠書房、2008年
- リン・A. ロビンソン著『人生のすべてを決める鋭い「直感力」』、三笠書房、2008年
- ジェームズ アレン著 『一瞬で運がよくなる!シンプル習慣』、三笠書房、2009年
- ハーブ エッカー著『ミリオネア・マインド 大金持ちになれる人（文庫本）』、三笠書房、2009年
- トマス J スタンリー著『 お金が“いやでも貯まる”5つの「生活」習慣』、イースト・プレス、2009年
- アラン・コーエン著『頑張るのをやめると、豊かさはやってくる』、PHP研究所、2010年
- ドクター・ジョン・F・ディマティーニ著『正負の法則』、東洋経済新報社、2011年

## 出演

### 新聞
- 学生新聞